# Thomas Geist (Übersetzer)

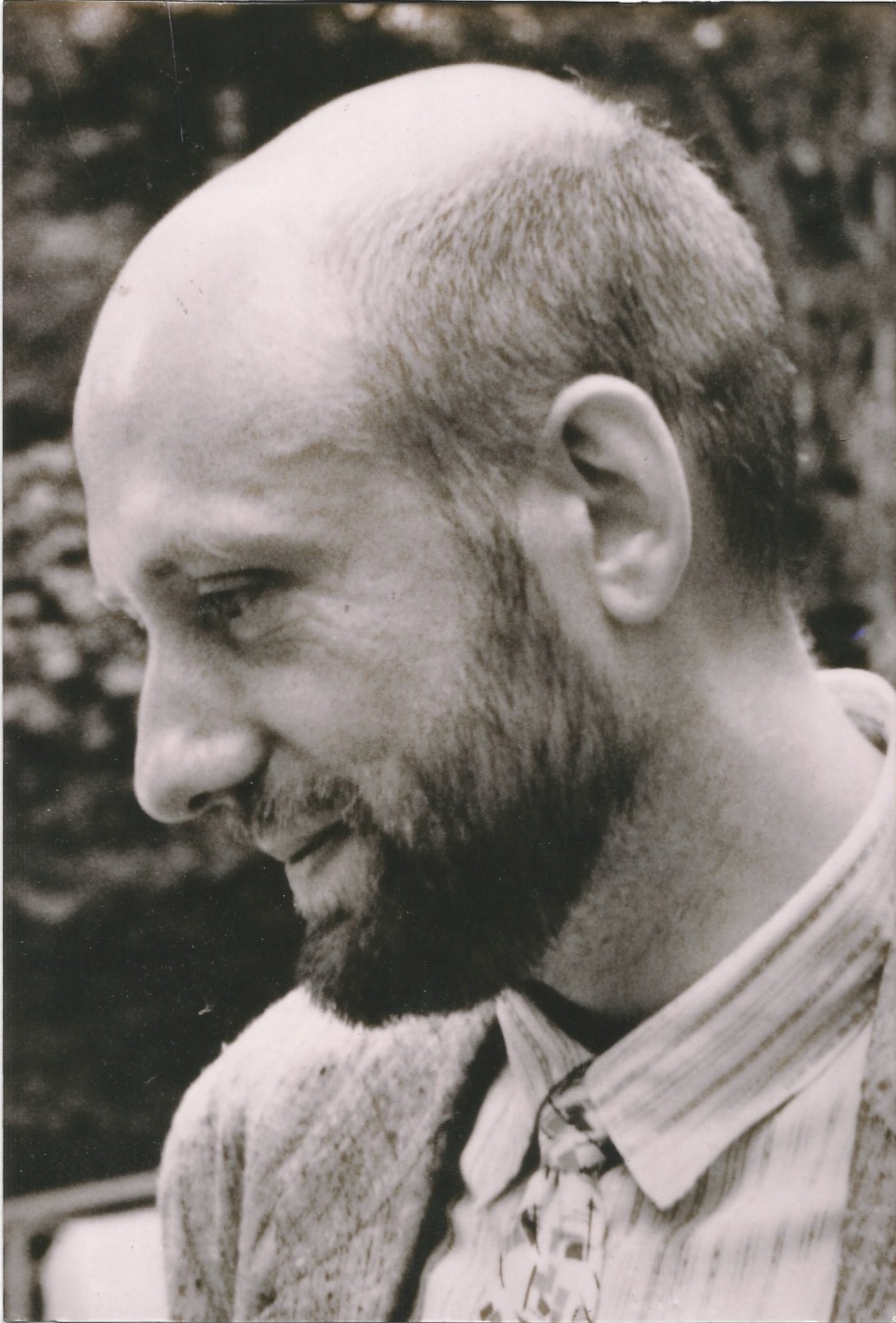
Thomas Geist, 1986

Thomas Geist (geborener Thomas Krabbe; * 24. April 1953 in Münster; † 4. Mai 2003 in Eggenfelden) war ein deutscher Pionier des Buddhismus und Übersetzer bekannter buddhistischer Lehrer sowie Übersetzer zahlreicher englischer buddhistischer Bücher.

## Leben und Wirken
Thomas Geist wurde in Münster geboren und besuchte dort ein Gymnasium. Nach der Schule zog er nach München, arbeitete dort zunächst in der Filmbranche und machte dann eine Ausbildung zum Diätassistenten. In München lernte er 1976 seine spätere Ehefrau Valerie Geist kennen. Mit der Heirat 1986 nahm er den Nachnamen Geist an.
Im Jahr 1982 hatte er bei einem Vortrag von Tenga Rinpoche aus der Karma-Kagyu-Tradition in München seine erste Begegnung mit dem tibetischen Buddhismus – und dies war ein Wendepunkt in seinem Leben.
Seither besuchte er regelmäßig das von Sylvia Wetzel und Freunden gegründete Meditationszentrum Aryatara-Institut in Jägerndorf in Niederbayern und studierte dort bei Geshe Tegchok aus der Gelug-Tradition des tibet. Buddhismus und übersetzte für diesen und englischsprachige Gastlehrer des Zentrums.
1987 wurde Thomas Geist erster Angestellter der Deutschen Buddhistischen Union (DBU) in München. Im selben Jahr starteten er, Sylvia Wetzel und der Zen-Praktizierende Dieter Bünker (heute Lama Öser Bünker) mit finanzieller Unterstützung durch Karl Schmied die Nullnummer der Lotusblätter (heute Buddhismus aktuell). Bis Mitte 1996 blieb Thomas Geist in Personalunion Sekretär der DBU-Geschäftsstelle und Chefredakteur der Lotusblätter.
Bereits im Jahr 1986 lernte Thomas Geist im Aryatara-Institut den tibetischen Lama Sogyal Rinpoche aus der Nyingma-Tradition des tibet. Buddhismus kennen und wurde später dessen Schüler und deutscher Übersetzer.
Im Jahr 1991 wurde Thomas Geist Vereinsvorsitzender von Rigpa-Deutschland e.V., des Vereins der deutschen Schüler und Schülerinnen von Sogyal Rinpoche. Einige Jahre später orientierte er sich vorwiegend in Richtung des vietnamesischen Zenlehrers, Dichters und Friedensaktivisten Thich Nhat Hanh, für den er regelmäßig bei dessen Auftritten im deutschsprachigen Raum dolmetschte.
Im Jahr 1996 erhielt Thomas Geist den Preis der Paul Haupt-AG (ab 2003 Paul Haupt Verlag AG), Bern, für seine Übersetzung „Das tibetische Buch vom Leben und vom Sterben“ von Sogyal Rinpoche, „Die fünf Pfeiler der Weisheit“ von Thich Nhat Hanh und seine zahlreichen anderen Übersetzungen aus der asiatischen buddhistischen Kultur, u. a. „Klassische tibetische Medizin“. Die Deutsche Nationalbibliothek zählt insgesamt 24 von Thomas Geist aus dem Englischen übersetzte buddhistische Bücher auf.
In seinen letzten Lebensjahren engagierte sich Thomas Geist auch vermehrt als Meditationslehrer. Am 4. Mai 2003 verstarb er mitten während eines Meditationskurses im Seminarhaus Engl nach einer schon länger bestehenden schweren Krankheit im Krankenhaus von Eggenfelden in Niederbayern.

## Nachrufe
- Sylvia Wetzel in Lotusblätter 03-2003, S. 47–48
- Amoghavajra Karl Schmied in Intersein-Nr. 21, Mai/2003, S. 34
- Erinnerungen an Tom Geist von Bernhard Schiekel

## Werke
Deutsche Übersetzungen
- Sogyal Rinpoche: „Das tibetische Buch vom Leben und vom Sterben.“ Barth, Bern, 1993.
- Sogyal Rinpoche: „Im Spiegel des Todes.“ DBU, München, 1991.
- „Das tibetische Totenbuch oder das große Buch der natürlichen Befreiung durch Verstehen im Zwischenzustand.“ Krüger, Frankfurt (Main), 1996.
- Sogyal Rinpoche: „Funken der Erleuchtung.“ Barth, Bern, 1995.
- Sogyal Rinpoche: „Die Zukunft des Buddhismus.“ Barth, Bern, 2001.
- Christine Longaker: „Dem Tod begegnen und Hoffnung finden.“ Piper, München, 1997.
- Pema Chödrön: „Wenn alles zusammenbricht.“ Hoffmann und Campe, Hamburg, 1998.
- „Klassische tibetische Medizin, Bd. 1 & Bd. 2.“ Haupt, Bern, 1996.
- „Orientalische Medizin“, Haupt, Bern, 1997.
- Yeshe Tsogyal: „Der Lotosgeborene im Land des Schnees.“ Fischer-Taschenbuch-Verl., Frankfurt (Main), 1996.
- Kalu Rinpoche: „Geflüsterte Weisheit – Die Lehren des Eremiten vom Berge“, Krüger, Frankfurt (Main), 1997.
- Miranda Eberle Shaw: „Erleuchtung durch Ekstase“, Krüger, Frankfurt (Main), 1997.
- Miranda Eberle Shaw: „Frauen, Tantra und Buddhismus.“ Fischer-Taschenbuch-Verl., Frankfurt (Main), 2000.
- Lama Thubten Yeshe: „Vajrasattva“, Diamant-Verl., München, 2000.
- Khenchen Könchog Gyaltsen Rinpoche: „Ursachen von Glück und Leid.“  Drikung-Kagyü-Dharma-Text-Verl., Aachen, 2004.
- „Einheit in der Vielfalt – Buddhismus in Europa.“ DBU, München, 1992.
- Alexander Berzin: „Den Alltag meistern wie ein Buddha.“ Diamant-Verl., München, 2000.
- Alexander Berzin: „Zwischen Freiheit und Unterwerfung.“ Theseus-Verl., Berlin, 2002.
- Philip Kapleau: „Der vierte Pfeiler des Zen.“ Barth, Bern, 1997.
- Arnold Kottler: „Mitgefühl leben.“ Fischer-Taschenbuch-Verl., Frankfurt (Main), 1999.
- Thich Nhat Hanh: „Die fünf Pfeiler der Weisheit.“ O. W. Barth, Bern, 1995.
- Thich Nhat Hanh: „Und ich blühe wie die Blume ….“ Aurum-Verl., Braunschweig, 1995.
- Thich Nhat Hanh: „Die Kunst des glücklichen Lebens.“, Theseus-Verl., Berlin, 2001.
- Thich Nhat Hanh: „Aus Angst wird Mut.“ Theseus-Verl., Berlin, 2003.